# Ludwig Bauer (Panzer)
Ludwig Bauer (Panzer) (16 de fevereiro de 1923 -) foi um oficial alemão que serviu durante a Segunda Guerra Mundial. Foi condecorado com a Cruz de Cavaleiro da Cruz de Ferro.

## Condecorações
| Cruz de Ferro 2ª Classe                                |
| Cruz de Ferro 1ª Classe                                |
| Cruz de Cavaleiro da Cruz de Ferro 29 de abril de 1945 |